# Фридман, Джеффри
Джеффри М. Фридман (англ. Jeffrey M. Friedman, род. 20 июля 1954, Орландо, Флорида) — американский учёный, генетик. Лауреат престижнейших премий.
Получил известность как исследователь гормона лептина и его роли в регулировании веса человека, возникновении ожирения.
Член Национальной академии наук США и Американской академии искусств и наук (2013), иностранный член Шведской королевской академии наук и Лондонского королевского общества (2018).

## Биография
В 1986 году получил степень доктора философии в Рокфеллеровском университете, где работает с 1980 года и ныне именной профессор (Marilyn M. Simpson Professor) и заведующий лабораторией молекулярной генетики. С 1986 года был исследователем Медицинского института Говарда Хьюза.

## Научные достижения
Фридман совместно c Д. Коулманом изучал гормон лептин, за сделанные ими открытия они были награждены многочисленными премиями, в том числе Международной премией Фонда Гайрднера в 2005 году, премией Шао в 2009 году, премией Ласкера, премией Фонда BBVA Frontiers и Международной премии короля Фейсала.

## Награды
- 1996 — Heinrich Wieland Prize[англ.]
- 2000 — Rolf Luft Award[нем.]
- 2005 — Passano Award[нем.]
- 2005 — Международная премия Гайрднера
- 2007 — Медаль Джесси Стивенсон-Коваленко
- 2009 — Премия Кэйо[англ.]
- 2009 — Премия Шао
- 2010 — Премия Альберта Ласкера за фундаментальные медицинские исследования
- 2012 — BBVA Foundation Frontiers of Knowledge Award
- 2013 — Международная премия короля Фейсала
- 2014 — Zülch-Preis[нем.]
- 2016 — Harrington Prize for Innovation in Medicine[нем.]
- 2016 — Manpei Suzuki International Prize for Diabetes Research[10]
- 2019 — Премия Вольфа по медицине
- 2020 — Премия за прорыв в области медицины